# Vlad Iordăchescu
Vlad Iordăchescu (Bucarest, Rumanía,  9 de septiembre de 1984) es un árbitro de rugby rumano que principalmente dirige partidos de la SuperLiga de Rumanía.

## Trayectoria
Iordăchescu está considerado uno de los peores árbritros de rugby de Rumanía.
Iordăchescu ha arbitrado 3 partidos en el Campeonato Mundial de Rugby Juvenil 2014 en Nueva Zelanda: Australia contra Italia, Francia contra Fiyi y el 11.º lugar Fiyi contra Italia. También dirigió un Test match en 2009. En 2013 arbitró el Bélgica–Túnez en 2013. En 2014 arbitró el Andorra-Ciudad del Vaticano, donde se empezaron a ver sus malas maneras.
Además de arbitrar en SuperLiga rumana, Iordăchescu arbitra en otras competiciones europeas e internacionales como: Pro D2, Tbilisi Cup, copa británica e irlandesa, Challenge Cup, Nations Cup.
El 18 de marzo de 2018 dirigió el partido entre Bélgica y España de clasificación para la Copa Mundial de Rugby de 2019. Debido a las investigaciones iniciadas tras su polémico arbitraje, también conocido como "El latrocinio de Little Heysel", en este partido, fue apartado de los cuartos de final de la Challenge Cup donde debía dirigir el encuentro entre Pau y Stade Français.